# Saint-Pierre-Baptiste
Saint-Pierre-Baptiste är en kommun av typen socken (municipalité de paroisse) i provinsen Québec i Kanada. Den ligger i regionen Centre-du-Québec, i den sydöstra delen av landet, 300 km öster om huvudstaden Ottawa.